# 5-Methoxy-N,N-diisopropyltryptamin
5-Methoxy-N,N-diisopropyltryptamin (kurz 5-MeO-DiPT oder 5-MeO-DIPT; auch Foxy) ist eine chemische Verbindung aus der Stoffgruppe der Tryptamine mit 5-Methoxyindol als Strukturelement.
5-MeO-DiPT wurde erstmals von Alexander Shulgin synthetisiert. Es ist ein Analogon von 5-MeO-DMT und 5-MeO-AMT.

## Wirkung
5-MeO-DiPT ist eine weniger bekannte psychedelische Droge, die analog zu anderen Tryptaminen und klassischen Halluzinogen über den 5-HT2A-Rezeptor wirkt. Es wirkt als SERT-Inhibitor und bindet an die Rezeptoren 5-HT1A, 5-HT2A und 5-HT2C. 5-MeO-DiPT ist neurotoxisch in Ratten.
5-MeO-DiPT wird meist oral eingenommen, selten auch nasal. Die halluzinogene Wirkung ähnelt der von Psilocin. Wie bei allen Halluzinogenen besteht jedoch die Gefahr der Auslösung einer latenten Psychose oder die Entstehung einer Drogenpsychose.

## Rechtsstatus
5-MeO-DIPT unterliegt in Deutschland dem Betäubungsmittelgesetz. Es ist ein nicht verkehrsfähiges Betäubungsmittel.
In Schweden gilt 5-MeO-DiPT (zusammen mit 5-AcO-DET, 5-HO-DET, 5-AcO-MiPT und bk-MDMA) seit dem 1. November 2005 als gesundheitsgefährdender Stoff, der keine medizinische Anwendung erlaubt.